# Doccia d'aria

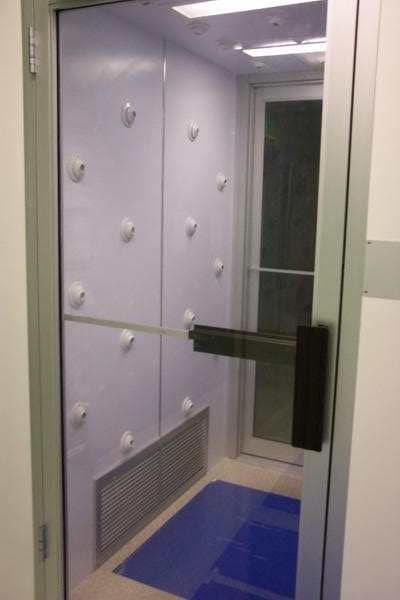
Doccia d'aria per camera bianca con tappetino adesivo blu per la pulizia delle suole delle scarpe.

Una doccia d'aria è un'anticamera chiusa specializzata incorporata come ingresso di camere bianche e altri ambienti controllati per ridurre la contaminazione da particelle.
Le docce ad aria utilizzano aria ad alta pressione filtrata HEPA o ULPA per rimuovere polvere, fibre e altri contaminanti dalle superfici del personale o degli oggetti. Tale energica pulizia delle superfici riduce il numero di particelle sospese nell'aria introdotte nella camera bianca.
Le docce d'aria vengono generalmente posizionate tra l'area di vestizione e la camera bianca; dopo aver indossato la tuta per camera bianca e dispositivi di protezione individuale adeguati, i lavoratori entrano nella doccia d'aria in modo che gli ugelli dell'aria pressurizzata rimuovano eventuali particelle residue dalle tute. Una volta completato il ciclo del programma, gli utenti escono dalla doccia d'aria attraverso una seconda porta che conduce alla camera bianca. È inoltre possibile posizionare docce d'aria (o tunnel d'aria) tra camere bianche con diverse classificazioni ISO.

## Descrizione e funzionamento
Le docce d'aria sono generalmente costruite in acciaio o materiali plastici compatibili con le camere bianche e sono dotate di ventilatori, filtri e ugelli a getto ad alta pressione, questi ultimi incorporati nelle pareti e nel soffitto della camera. L'aria, a velocità comprese tra 15 m/s e 36 m/s, fluisce continuamente dagli ugelli del getto per 30–45 secondi, rimuovendo efficacemente il particolato. Il personale all'interno della doccia d'aria alza le braccia e gira il corpo per un'esposizione uniforme ai flussi d'aria, una procedura solitamente specificata nel protocollo. Le correnti d'aria provenienti dai getti creano forze che sollevano e rimuovono i contaminanti sia dalle superfici piane che dalle pieghe degli indumenti. La filtrazione HEPA all'interno della doccia d'aria è in grado di rimuovere il 99,97% delle particelle con diametro superiore a 0,3 µm.
L'aria viene incanalata all'interno della doccia d'aria utilizzando un sistema a circuito chiuso, dove viene continuamente ricircolata. L'aria viene forzata attraverso un modulo filtrante/soffiante motorizzato in un grande plenum, quindi nella doccia attraverso ugelli a getto. L'aria contaminata e carica di particelle viene convogliata fuori dal vano doccia attraverso bocchette sul pavimento e restituita all'unità di filtrazione. Questo processo garantisce che venga utilizzata solo aria decontaminata per rimuovere le particelle dal personale e da altre apparecchiature, come i carrelli di rifornimento.
Spesso le docce d'aria sono dotate di ionizzatori d'aria per ridurre l'elettricità statica, poiché grandi volumi di aria in movimento ad alta velocità creano cariche elettrostatiche. Poiché le apparecchiature di laboratorio, gli strumenti di misura elettronici e molti manufatti ad alta tecnologia possono spesso essere danneggiati dalle scariche elettrostatiche, gli ionizzatori sono essenziali per rendere le superfici dei materiali elettricamente neutre prima di entrare nella camera bianca.

## Sicurezza
I meccanismi di interblocco sono una caratteristica comune delle docce d'aria, che impediscono l'apertura simultanea di entrambe le porte, in modo da evitare all'aria esterna di entrare nell'ambiente strettamente controllato. Ciò richiede che gli occupanti rimangano all'interno fino al completamento del ciclo di decontaminazione. Per questo motivo, sono spesso presenti anche dispositivi di arresto di emergenza. In alternativa la doccia d'aria può essere costituita da un lungo tunnel non dotato di porte, attraverso il quale il personale procede lentamente per raggiungere l'area controllata.